# Прилуцький Олександр Іванович
Прилу́цький Олександр Іванович (14 березня 1962, село Івахни) — український поет, прозаїк, дитячий письменник, публіцист та видавець.

## Біографія
Прилуцький Олександр Іванович народився 14 березня 1962 року в селі Івахни Монастирищенського району на Черкащині. Закінчив місцеву школу, працював художнім керівником в Івахнівському Будинку культури.
1983 року, після закінчення Черкаської школи туризму, мандрував Черкащиною, долав перевали Чіпер-Каравай, Чіпер-Карачаєв та Джалпакол на Кавказі.
1995 року повністю втратив зір, але закінчив факультет української філології Черкаського державного університету ім. Б. Хмельницького.
За підтримки рідних і друзів створив приватне видавництво «Відлуння» (нині — «ІнтролігаТОР»), де працює його директором та видає у світ книги.

## Творчість
Писати твори почав зі шкільних років, складав і виконував власні пісні. У доробку літератора дитячі книжки та 2 книги малої прози: «Крутий укіс» і «Двоє на мосту».
Його віршики, віршики-загадки слухають і читають діти, навчаючись кмітливості, дисциплінованості, любові до рідного краю. Проза для дорослої аудиторії насичена глибоким життєвим матеріалом, лаконічна, проста й реалістична. Автор чіткий у спостереженнях, тому його оповіді багаті на промовисті деталі. Повісті й оповідання Олександра Іванович мають глибокий і об'єктивний психологізм, мають реалістичне багатство живих діалогів, комічних ситуацій, влучних деталей.
Друкувався в республіканській періодиці, в альманасі «Холодний Яр» та місцевих газетах.
Прилуцький Олександр — керівник Черкаської обласної організації «Громадська організація людей з обмеженими можливостями „День“».

## Сім'я
Опорою для Олександра Івановича є не тільки його колеги, друзі, члени організації, а в першу чергу його сім'я — дружина Ольга Володимирівна, донька Ірина та син Олександр.

## Книги
- Прилуцький, О. І. Двоє на мосту / О. І. Прилуцький. — Черкаси: Відлуння-Плюс, 2010. — 225 с.
- Прилуцький, О. І. Здрастуй, моя Басю / О. І. Прилуцький. — Черкаси: Відлуння-Плюс, 2011. — 48 с.
- Прилуцький, О. І. Крутий укіс: міні-повісті й оповідання / О. І. Прилуцький. — Черкаси: Відлуння-Плюс, 2001. — 111 с.
- Прилуцький, О. І. Справжні козаки: вірші для дітей мол. шк. віку / ОІ. Прилуцький. — Черкаси: Відлуння-Плюс, 1996. — 24 с.
- Прилуцький, О. І. Загадочки квочки / О. І. Прилуцький. — Черкаси: Відлуння-Плюс, 1996. — 24 с.
- Прилуцький, О. І. Для дівчаток і хлоп'ят про пташок і про звірят / О. І. Прилуцький. — Черкаси: Відлуння, 1996. — 23 с.
- Прилуцький О. І. Школа сойки: для дітей дошк. віку / О. І. Прилуцький. — Черкаси: Сіяч, 1995. — 24 с.
- Прилуцький, О. І. Арифметика сороки / О. І. Прилуцький. — Черкаси: Сіяч, 1994. — 24 с.